# Croix de chemin de Fossoy
La croix de chemin est une croix située à Fossoy, en France.

## Localisation
La croix est située sur la commune de Fossoy, dans le département de l'Aisne.

## Historique
Le monument est classé au titre des monuments historiques en 1931.